# Церква Пресвятого Серця Христового (Великі Гаї)
Церква Пресвятого Серця Христового у Великих Гаях — парафія і храм греко-католицької громади Великоглибочанського деканату Тернопільсько-Зборівської архієпархії Української греко-католицької церкви в селі Великі Гаї Тернопільського району Тернопільської области.
Церква Різдва Христового оголошена пам'яткою архітектури місцевого значення.

## Історія церкви
Село Великі Гаї засноване у 1785 році. Його мешканці відвідували греко-католицькі церкви в Тернополі та молилися біля пам'ятного хреста, встановленого на честь скасування панщини. На початку XX століття громада вирішила збудувати власну церкву, запросивши архітектора Андрія Фелендиша. Будівництво тривало з 1910 по 1920 рік, а освятив її, ймовірно, парох з Тернополя о. Володимир Громницький.
З 1946 до 1961 року парафія і храм належали до РПЦ. У 1962 році церкву закрили, її інтер'єр знищили, а приміщення перетворили на склад. Багато вірян перейшли в катакомбну УГКЦ, проводячи богослужіння вдома під опікою підпільних священників та сестер Служебниць Іванни Козуб, Стефанії Кудельської і Марії Пасічник.
Церкву знову відкрили на Різдво 1989 року, і першу Службу Божу відправив о. Василь Козій. У грудні того ж року громада одноголосно повернулася в лоно УГКЦ, і 7 січня 1990 року о. Володимир Хома відслужив першу Святу Літургію в греко-католицькому обряді з благословення владики Володимира Стернюка. Храм оновили, розписали художники Ігор Зілінко і Михайло Николайчук, а іконостас виготовили Петро Петровський та скульптор Іван Мердак.
Через збільшення кількості вірян парафіяни вирішили збудувати ще одну церкву. 2 серпня 2008 року владика Василій Семенюк освятив наріжний камінь під її будівництво. Новий храм Різдва Пресвятої Богородиці, архітектором якого є Іван Маркевич, будується за кошти парафіян. При парафії діють братства «Апостольство молитви», «Доброї смерті» та спільнота «Матері в молитві».

## Парохи
- о. Володимир Громницький,
- о. Іван Пасіка,
- о. Степан Ратич,
- о. Андрій Стасюк,
- о. Тимотей Симбай,
- о. Іван-Яким Сеньківський (нині блаженний),
- о. Володимир Чубатий,
- о. Володимир Королюк,
- о. Мирон Кордуба,
- о. Мар'ян Кашуба,
- о. Петро Герета,
- о. Мирон Кордуба,
- о. Іван Пасіка,
- о. Йосиф Ридель,
- о. Іван Кушнір,
- о. Степан Ратич,
- о. Павло Коваль,
- о. Василь Козій (1989),
- о. Володимир Хома (з 4 квітня 1989).